# Luz Kerena López
 Luz Kerena López Valdés es una deportista mexicana que compitió en natación adaptada. Ha sido medallista de oro nacional por cuatro ocasiones, la última de ellas en los XV Juegos Nacionales 2013. También ha sido medallista de los Juegos Parapanamericanos de 2011, y en la competencia internacional de natación Can-Am.